# Katarina Waters

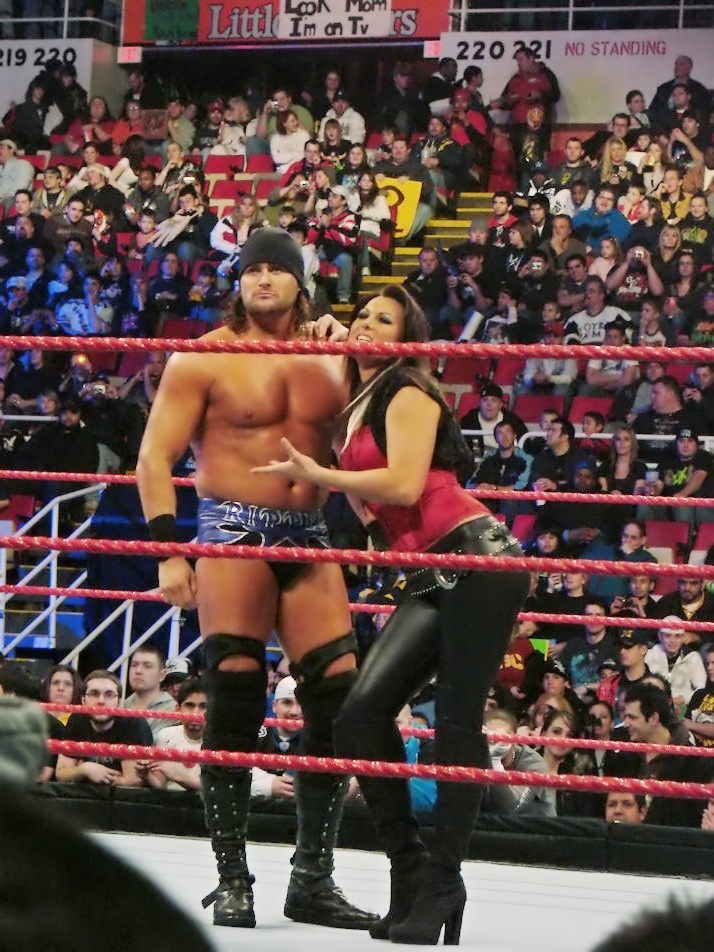
Katie Lea mit Paul Burchill

Katarina Leigh Waters (* 10. November 1980 in Lüneburg, Deutschland) ist eine britische Wrestlerin. Sie ist bekannt für ihre Auftritte bei Total Nonstop Action Wrestling und World Wrestling Entertainment. Waters spricht akzentfrei deutsch.

## Karriere

### Anfänge/Independent
Waters begann ihre Laufbahn als Wrestlerin unter dem Pseudonym Nikita im Februar 2000 bei der TransAtlantic Wrestling Challenge, einem Turnier zwischen amerikanisch- und englischstämmigen Wrestlern der National Wrestling Alliance. Zwischen 2002 und 2006 trat Waters unter anderen für Frontier Wrestling Alliance (England), German Stampede Wrestling (Deutschland) und Shimmer Women Athletes (USA) an.

### World Wrestling Entertainment (2006 bis 2010)
2006 unterschrieb Katarina Water einen Vertrag mit World Wrestling Entertainment und gab am 23. August 2006 ihr Debüt in der Aufbauliga Ohio Valley Wrestling. In der Folgezeit durfte sie unter dem Ringnamen Katie Lee zweimal den OVW Womans Titel tragen. Am 11. Februar 2008 hatte Waters ihren ersten Auftritt bei der WWE-Hauptshow RAW. Dort trat sie als Katie Lee Burchill, die Storyline-Schwester ihres Landsmannes Paul Burchill, auf. Ihr TV-Debüt als Wrestlerin absolvierte sie bei WWE Heat zusammen mit Paul Burchill in einem „Intergender Handicap-Match“ gegen Super Crazy. In der Folgezeit kam es im Rahmen eines Fehdenprogramms zu einem Wettkampf mit Mickie James, den Waters jedoch verlor.
Ab 30. Dezember 2008 wechselte sie zusammen mit Paul Burchill zu Extreme Championship Wrestling, wo beide Akteure ein längeres Fehdenprogramm gegen Gregory Helms/The Hurricane absolvierten. Die Storyline wurde damit beendet, dass sie die ECW verlassen mussten.
Am 11. Januar 2010 kehrte Katarina Waters im Rahmen eines Turnieres um die vakante WWE Divas Championship zu RAW zurück. Am 22. April 2010 wurde sie entlassen.

### Total Nonstop Action Wrestling (2010 bis 2012)
Waters debütierte unter ihrem neuen Ringnamen Winter in einem Backstage-Segment der TNA Impact!-Ausgabe vom 21. Oktober 2010 als Fan von Angelina Love. Mit ihr durfte sie am 9. Dezember 2010 bei den Tapings zu Impact! für den 23. Dezember 2010 auch die TNA Knockout Tag Team Champion-Titel gewinnen.
Bei Hardcore Justice am 7. August 2011 besiegte sie Mickie James und wurde zum ersten Mal TNA Women’s Knockout Champion. Den Titel verlor sie wieder an James am 25. August 2011. Am 11. September 2011 holte sich Waters den Titel bei No Surrender wieder zurück. Bei Bound for Glory am 16. Oktober 2011 verlor Waters den Titel an Velvet Sky in einem Match, an dem auch Mickie James und Madison Rayne beteiligt waren.
In der Folgezeit, vor allem im Jahr 2012, trat sie nur noch sporadisch bei TNA auf und verließ im September 2012 die Promotion.

## Titel und Erfolge
- Ohio Valley Wrestling
  - 2× OVW Women’s Championship
- Pro Wrestling Illustrated
  - Das Wrestling-Magazin Pro Wrestling Illustrated (PWI) vergab Katie Lea 2009 den 20. Platz auf der Liste der 50 besten Wrestlerinnen.
- Queens of Chaos
  - 1× World Queens of Chaos Championship
- Trans-Atlantic Wrestling 
  - 1× TWC Women’s Championship
- Total Nonstop Action Wrestling
  - 1× TNA Knockout Tag Team Championship (mit Angelina Love)
  - 2× TNA Women’s Knockout Championship

## Privates
Sie leitet unter dem Banner von Scorpion Releasing das Unterlabel „Katarina's Nightmare Theater“.